# Jean Malter
Jean Malter (gestorven in Londen, november 1805), met artiestennaam Hamoir, was een Frans balletdanser en theaterdirecteur. Hij was een van de laatste leden van de Malter familie, een 18e-eeuwse dansdynastie.
Hamoir stond op de planken van de Parijse Comédie-Italienne tijdens het seizoen 1762-1763, waarna hij van 1765 tot 1772 verbleef in Londen. Het jaar daarop keerde hij terug naar Parijs, waar hij aan de Comédie-Italienne werd aangenomen als premier danseur van 1773 tot 1777. Ondertussen bleef hij ook actief in Londen en Dublin. Tussen 1779 en 1781 ging Hamoir aan de slag in het Théâtre des Variétés-Amusantes te Parijs, waar hij onder meer voorstellingen van Le Forgeron, La Place publique, Les Bostangis, La Fausse peur, Les Quakers, Les Jardins protégés par l'Amour en Les Ruses villageoises organiseerde.  
Hamoir werd in 1783 aangenomen als balletmeester en premier danseur comique aan de Koninklijke Muntschouwburg en aan het Koninklijk Parktheater te Brussel. Hij werkte er samen met zijn zus Rosalie, van wie hij onafscheidelijk was en wie hij vaak voor zijn echtgenote liet doorgaan.
Bij zijn terugkeer naar Engeland in 1785 werd Hamoir dansleerkracht in Birmingham en trad hij op in Londen tot in 1791. Zijn laatste productie was L'Heureux Naufrage, een ballet “in Schotse stijl” dat in juli 1796 plaatsvond in Her Majesty’s Theatre.